# Citroën Xsara Picasso
Der Citroën Xsara Picasso ist ein Modell der französischen Marke Citroën, das im November 1999 vorgestellt wurde. Er basiert auf dem Citroën Xsara und war der erste Kompaktvan von Citroën.

## Allgemeines
Der Xsara Picasso wurde nach dem spanischen Maler Pablo Picasso benannt. Die Nachfahren des Malers haben den Namen Picasso auch als Automodellnamen markenrechtlich schützen lassen, sodass Citroën vor der Verwendung hierfür eine Lizenz erwerben musste.
Der Picasso war anfangs nur mit drei Motorisierungen lieferbar: einem 1,6-Liter-Ottomotor mit 70 kW (95 PS), einem 1,8-Liter-Ottomotor mit 85 kW (116 PS) und dem aus dem PSA-Konzern bekannten turbogeladenen 2,0-Liter-Dieselmotor (HDi) mit 66 kW (90 PS). Anfang 2003 folgte ein 2,0-Liter-Ottomotor mit 16 Ventilen und 100 kW (136 PS), der ausschließlich in Verbindung mit einem Automatikgetriebe erhältlich war.
Im Frühjahr 2004 erfuhr der Xsara Picasso kleine Änderungen im Rahmen einer Modellpflege. Er war nun in den drei Ausstattungsstufen Style, Comfort und Tendance lieferbar. Gleichzeitig mit der Überarbeitung gab es zusätzlich einen neu entwickelten turbogeladenen 1,6-Liter-Dieselmotor (HDi) HDi mit 80 kW (109 PS), ein Jahr später einen 1,6-Liter-Dieselmotor (HDi) mit 66 kW (90 PS) der den 2,0-Liter-Dieselmotor ablöste. Weiter wurde Mitte 2005 auch ein 1,6-Liter-Ottomotor mit 16 Ventilen und 80 kW (109 PS) verbaut. Das optische Facelift ist vor allem am Lufteinlass im Frontstoßfänger oberhalb des Kennzeichens erkennbar.
In der Kategorie Vans der ADAC-Pannenstatistik lag der Citroën Xsara Picasso im Jahr 2004 auf dem ersten Platz.
Sein Nachfolger ist der Citroën C4 Picasso, der 2006 auf der Mondial de l’Automobile vorgestellt wurde und ab Oktober 2006 auf dem Markt war. Bis Januar 2010 wurde der Xsara Picasso in Westeuropa weiterhin parallel zu seinem Nachfolger angeboten. Als günstiges Einstiegsmodell verfügte er allerdings über ein eingeschränktes Ausstattungsangebot. So entfielen in Deutschland ab Ende Januar 2007 das Panorama-Glasdach und die Lederausstattung bei den Sonderausstattungen.
Citroën war zudem Sponsor der Ausstellung „Picasso und das Theater“ in der Schirn Kunsthalle Frankfurt.

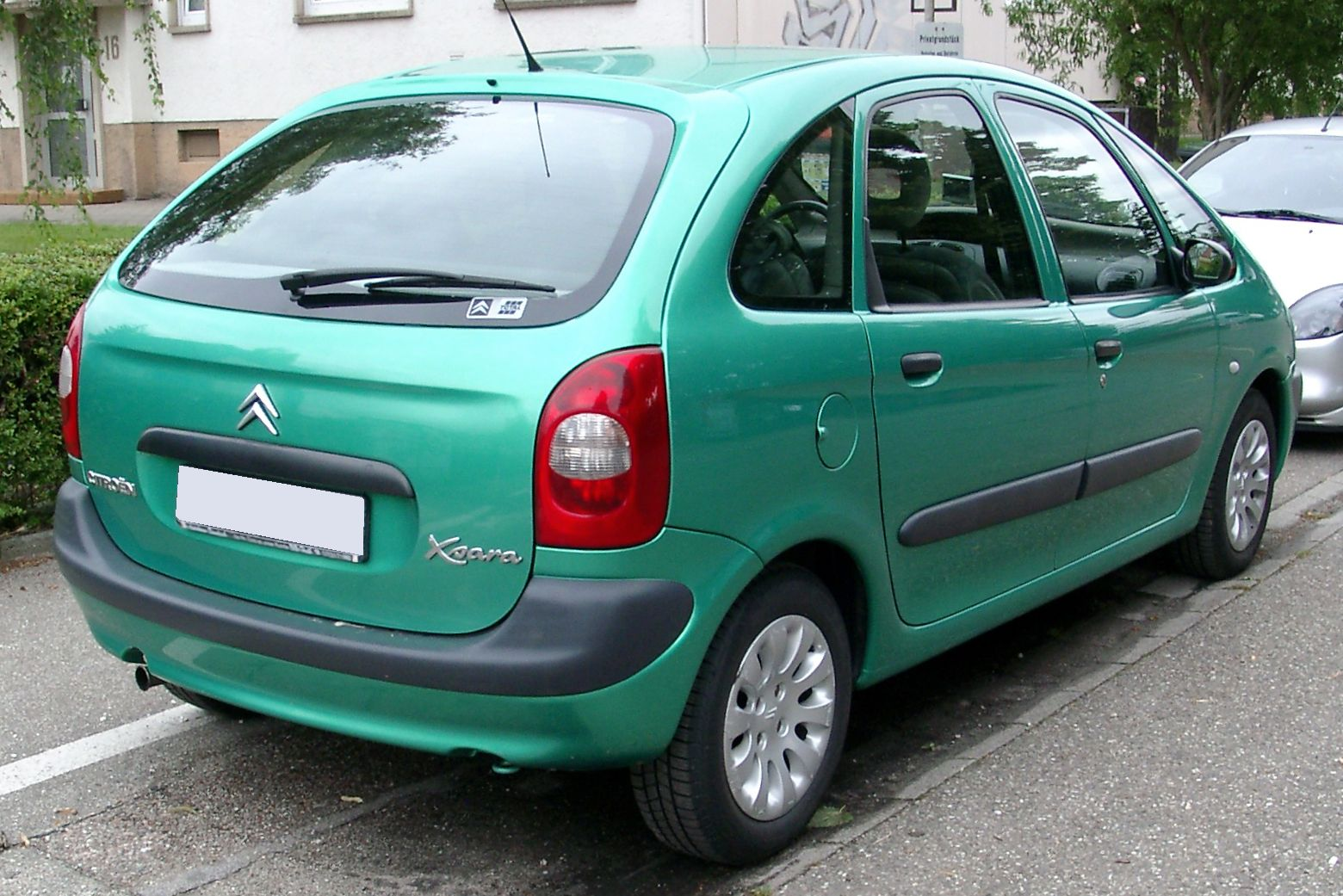
Heckansicht
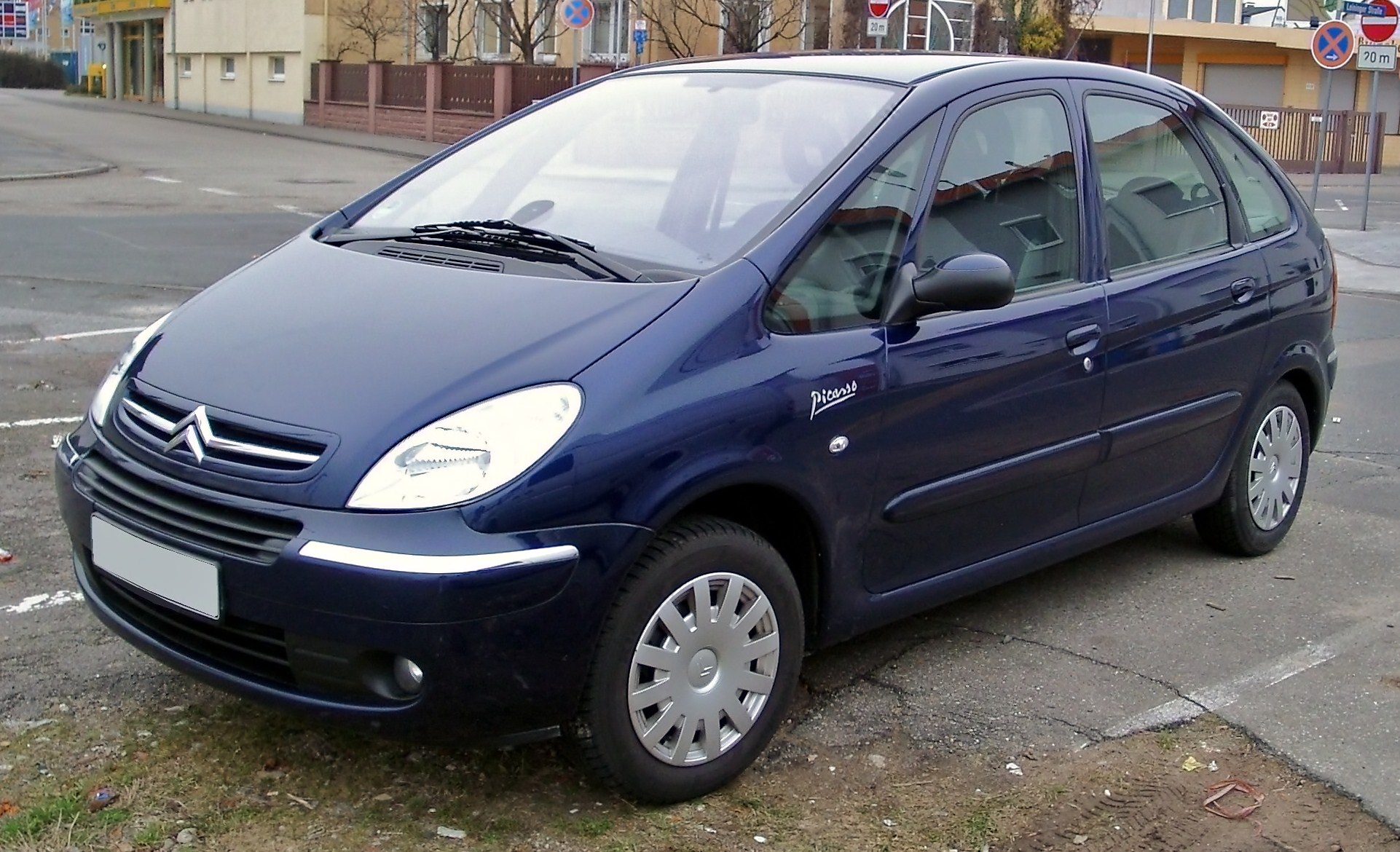
Citroën Xsara Picasso (2004–2010)
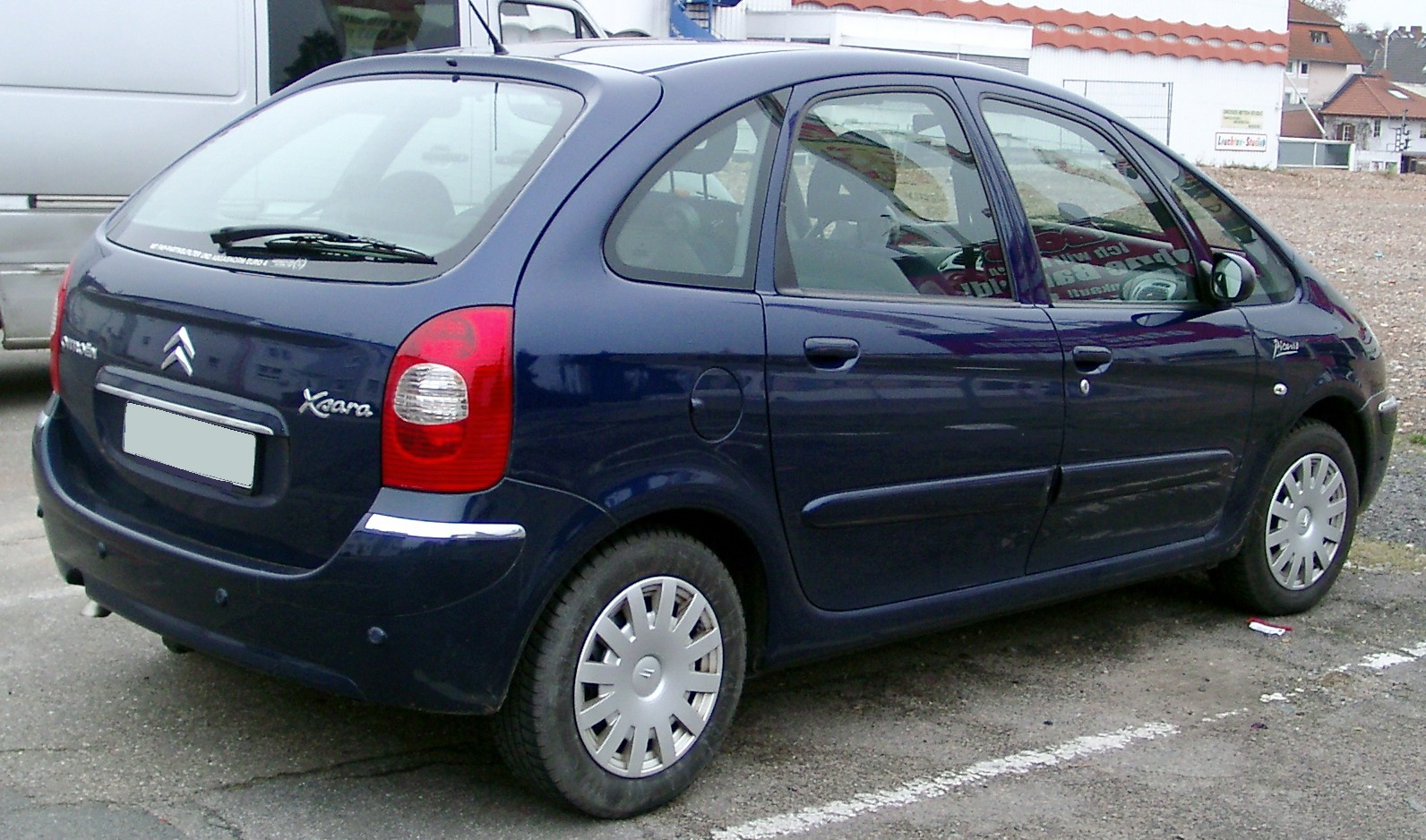
Heckansicht

## Technik
|                                                                 | 1.6                   | 1.6 16V               | 1.8 16V               | 2.0 16V                    | 1.6 HDi               | 2.0 HDi               |
| --------------------------------------------------------------- | --------------------- | --------------------- | --------------------- | -------------------------- | --------------------- | --------------------- |
| Bauzeitraum                                                     | 1999–2010             | 2004–2010             | 1999–2004             | 2003–2007                  | 2004–2010             | 1998–2004             |
| Motortyp                                                        | R4-Ottomotor          | R4-Ottomotor          | R4-Ottomotor          | R4-Ottomotor               | R4-Dieselmotor        | R4-Dieselmotor        |
| Ventile pro Zylinder                                            | 2                     | 4                     | 4                     | 4                          | 4                     | 2                     |
| Ventilsteuerung                                                 | Zahnriemen            | Zahnriemen            | Zahnriemen            | Zahnriemen                 | Direkteinspritzung    | Direkteinspritzung    |
| Motoraufladung                                                  | –                     | –                     | –                     | –                          | Turbolader            | Turbolader            |
| Kühlung                                                         | Wasserkühlung         | Wasserkühlung         | Wasserkühlung         | Wasserkühlung              | Wasserkühlung         | Wasserkühlung         |
| Hubraum                                                         | 1587 cm³              | 1587 cm³              | 1749 cm³              | 1997 cm³                   | 1560 cm³              | 1997 cm³              |
| Verdichtung                                                     | 10,2:1                | 11,0:1                | 10,8:1                | 10,8:1                     | 18,3:1                | 18,0:1                |
| Leistung kW/PS                                                  | 70/95 bei 5700/min    | 80/109 bei 5800/min   | 85/116 bei 5500/min   | 100/136 bei 6000/min       | 80/109 bei 4000/min   | 66/90 bei 4000/min    |
| Drehmoment                                                      | 135 Nm bei 3000/min   | 147 Nm bei 4000/min   | 160 Nm bei 4000/min   | 190 Nm bei 4100/min        | 245 Nm bei 1750/min   | 205 Nm bei 1900/min   |
| Antrieb                                                         | Vorderradantrieb      | Vorderradantrieb      | Vorderradantrieb      | Vorderradantrieb           | Vorderradantrieb      | Vorderradantrieb      |
| Getriebe                                                        | 5-Gang-Schaltgetriebe | 5-Gang-Schaltgetriebe | 5-Gang-Schaltgetriebe | 4-Stufen-Automatikgetriebe | 5-Gang-Schaltgetriebe | 5-Gang-Schaltgetriebe |
| Höchstgeschwindigkeit                                           | 171 km/h              | 180 km/h              | 190 km/h              | 192 km/h                   | 183 km/h              | 175 km/h              |
| Beschleunigung                                                  | 15,0 s                | 12,6 s                | 12,2 s                | 12,5 s                     | 12,2 s                | 14,5 s                |
| Kraftstoffverbrauch in Litern Stadt / Außerörtlich / Kombiniert | 10,0 / 6,1 / 7,5      | 9,5 / 6,0 / 7,3       | 10,8 / 5,9 / 7,7      | 12,6 / 6,3 / 8,6           | 6,4 / 4,4 / 5,1       | 7,0 / 4,6 / 5,5       |

## Der Picasso außerhalb Europas

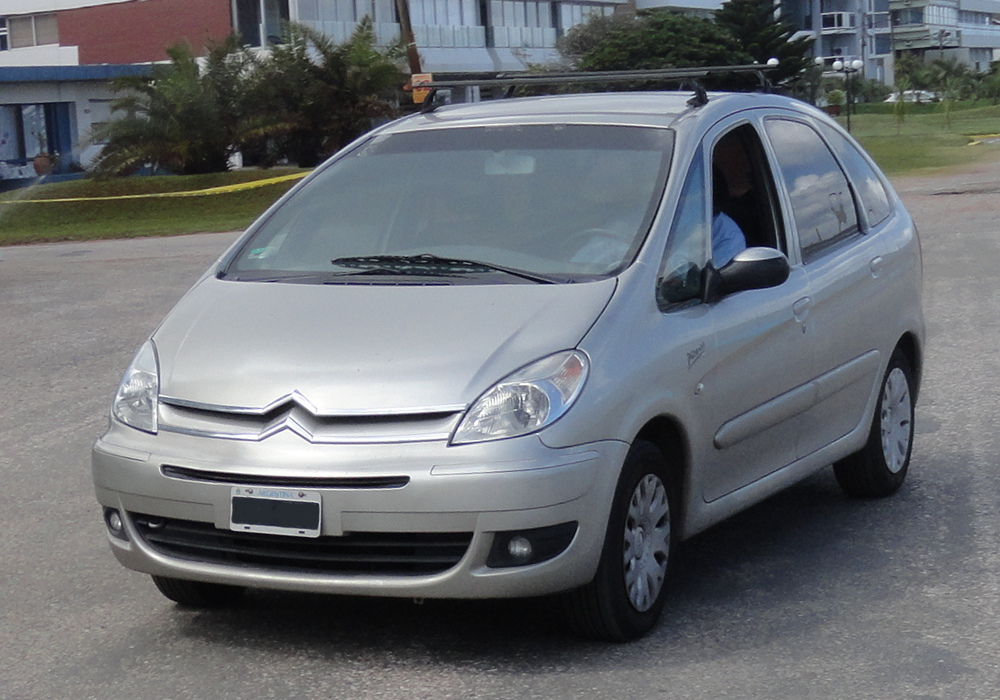
Citroën Xsara Picasso (2007–2012) aus Brasilien

Von 2001 bis 2012 wurde der Xsara Picasso auch in Porto Real (Brasilien) für den lateinamerikanischen Markt gefertigt. Im Jahr 2007 erhielt er ein Facelift, wobei unter anderem der Kühlergrill geändert wurde.
Außerdem wurde er bis 2010 in Wuhan (Volksrepublik China) für den asiatischen Markt hergestellt. Bis 2012 lief die Produktion noch in Kairo (Ägypten) für den Nahen Osten und in Vigo (Spanien) für Osteuropa.